# Морозовка (Пантаевская поселковая община)
Морозовка (укр. Морозівка) — село в Пантаевской поселковой общине Александрийского района Кировоградской области Украины.
Население по переписи 2001 года составляло 272 человека. Почтовый индекс — 28036. Телефонный код — 5235. Код КОАТУУ — 3520381302.